# William Agel de Mello
William Agel de Mello (Catalão, Estat de Goiás, 1937) és un diplomàtic, advocat i traductor brasiler. Va escriure, entre d'altres 22 diccionaris bilingües de quasi totes les llengües neolatines.
Estudià Dret i ingressà a l'Escola Diplomàtica de l'Instituto Rio Branco. El 1966 fou nomenat vicecònsol brasiler a Barcelona. Ací va aprendre català i així el 1975 va publicar el primer Diccionari català-portuguès amb més de 30.000 entrades, amb introducció d'Adriano da Gama Kury. El 1969 fou destinat a Liverpool i el 1972 fou nomenat cap de difusió cultural del Ministeri d'Afers Estrangers de Brasil. El 1976 fou destinat a Londres, el 1979 a La Paz (Bolívia) i el 1982 a Dar es Salaam, des d'on observà el procés d'independència de Namíbia.
Més tard ha traduït al portuguès els poemes de Federico García Lorca i ha escrit nombrosos assaigs sociològics sobre Àfrica, alhora que ha elaborat diccionaris del gallec, retoromànic, llengua sarda, occità, llatí i francès. El 2007 fou nomenat director de la Câmara de Comércio Brasil-Golfo Pérsico-África. També va rebre el premi literari de l'Academia Brasileira de Letras.

## Obres destacades
- Diccionari català-portuguès (1975)
- Dicionario portugues-romeno (1979)
- Estórias da Terra (2002)
- O Socialismo Africano: O modelo da Tanzânia
- O Processo de Independência da Namíbia
- O Processo de Dissolução do Apartheid e as Conseqüentes Transformações na África Austral. As Opções Estrátegicas Brasileiras
- O Idioma Panlatino e outros Ensaios Lingüísticos
- Dicionário Geral das Línguas Românicas da Península Ibérica[4]